# Kempnyia umbrina
Kempnyia umbrina är en bäcksländeart som beskrevs av Froehlich 1988. Kempnyia umbrina ingår i släktet Kempnyia och familjen jättebäcksländor. Inga underarter finns listade i Catalogue of Life.